# 蒂什·赛勒斯
蒂什·赛勒斯（1967年5月15日—）是一位美国经理人、制作人。她从两个女儿麥莉·希拉和诺亚·赛勒斯的演艺生涯伊始便担当她们的经理人。赛勒斯曾担任其女麥莉·希拉所出演的电影《最后一首歌》的制片人。